# Hrabstwo Amelia

Piramida wieku hrabstwa

Hrabstwo Amelia – hrabstwo w USA, w stanie Wirginia, według spisu z 2000 roku liczba ludności wynosiła 11 400. Siedzibą hrabstwa jest Amelia Court House.

## Geografia
Według spisu hrabstwo zajmuje powierzchnię 929 km², z czego 924 km² stanowią lądy, a 5 km² – wody.

### CDP
- Amelia Court House